# Constantin Ionescu
Pour les articles homonymes, voir Ionescu.
Constantin Ionescu est un joueur d'échecs roumain né le 12 septembre 1958 à Brașov et mort le 31 juillet 2024, grand maître international et champion de Roumanie en 1999.

## Biographie et carrière
Constantin Ionescu est né le 12 septembre 1958. Il devint champion de Roumanie junior en 1966.
Il obtint le titre de grand maître international en 1998.
Il fut deuxième du championnat de Roumanie d'échecs en 1982, 1984, 1989 et 1990 puis remporta le titre de champion de Roumanie en 1999.
Maître international en 1983, Constantin Ionescu remporta les tournois de :
- Ljubljana en 1983 ;
- Ruse en 1987 ;
- Bucarest en 1993.

En 1989, 1992 et 1999, il participa au championnat d'Europe d'échecs des nations
Constantin Ionescu a représenté la Roumanie lors de huit olympiades d'échecs consécutives (de 1986 à 2000, marquant 49,5 points en 87 parties. Il joua au troisième échiquier lors de l'olympiade de 1988 à Thessalonique et de l'olympiade de 1992.
Il participa avec la Roumanie lors du Championnat du monde d'échecs par équipes de 1985 à Lucerne où l'équipe de Roumanie finit quatrième ex æquo avec la France (et cinquième au départage) de la compétition et remporta une médaille de bronze individuelle.
Il meurt en juillet 2024.